# 브라이스 윌슨
브라이스 윌슨(Bryce Wilson, 1972년 1월 1일 ~ )은 미국의 배우, 작곡가 겸 작사가, 음악 프로듀서, 래퍼이다.
뉴욕에서 태어났다.

## 영화
- 뷰티 샵 (2005년)
- 헤어 쇼 (2004년) - 드레이크 역
- 트로이스 (2000년)